# 土屋敬広
土屋 敬広（つちや たかひろ、1975年 - ）は、日本の化学者。北里大学理学部准教授。専門は構造有機化学、有機合成化学、超分子化学。博士（理学）（東京都立大学、2002年）。

## 略歴
- 1993年3月 - 東京都立八王子東高等学校 卒業
- 1997年3月 - 東京学芸大学教育学部 卒業
- 1999年3月 - 東京学芸大学大学院 教育学研究科 修了
- 2002年9月 - 東京都立大学大学院 理学研究科博士課程 修了
- 2002年10月 - 筑波大学先端学際領域研究センター 機関研究員
- 2004年1月 - 筑波大学大学院数理物質科学研究科 助手
- 2005年4月 - 筑波大学大学院数理物質科学研究科 講師
- 2013年4月 - 北里大学理学部 准教授

## 所属学会
- 日本化学会
- アメリカ電気化学会
- ホスト-ゲスト･超分子化学研究会

## 研究論題
- 金属内包フラーレンを鍵物質とした超分子系の構築
- π空間に閉じこめられた物質系の創製と機能
- ナノロッドの磁場配向方法と配向固定化方法

## 受賞歴
- 2004年 - 倉田記念日立科学技術財団研究助成賞
- 2005年 - 三菱化学研究奨励賞
- 2007年 - 新化学発展協会研究奨励賞
- 2007年 - 日本化学会若い世代の特別講演賞

## 著書
- 『Chemistry of Nanocarbons』 Wiley 2010/06
- 『高次π空間の創発と機能開発』シーエムシー出版 2013/03